# Vitale I Michiel

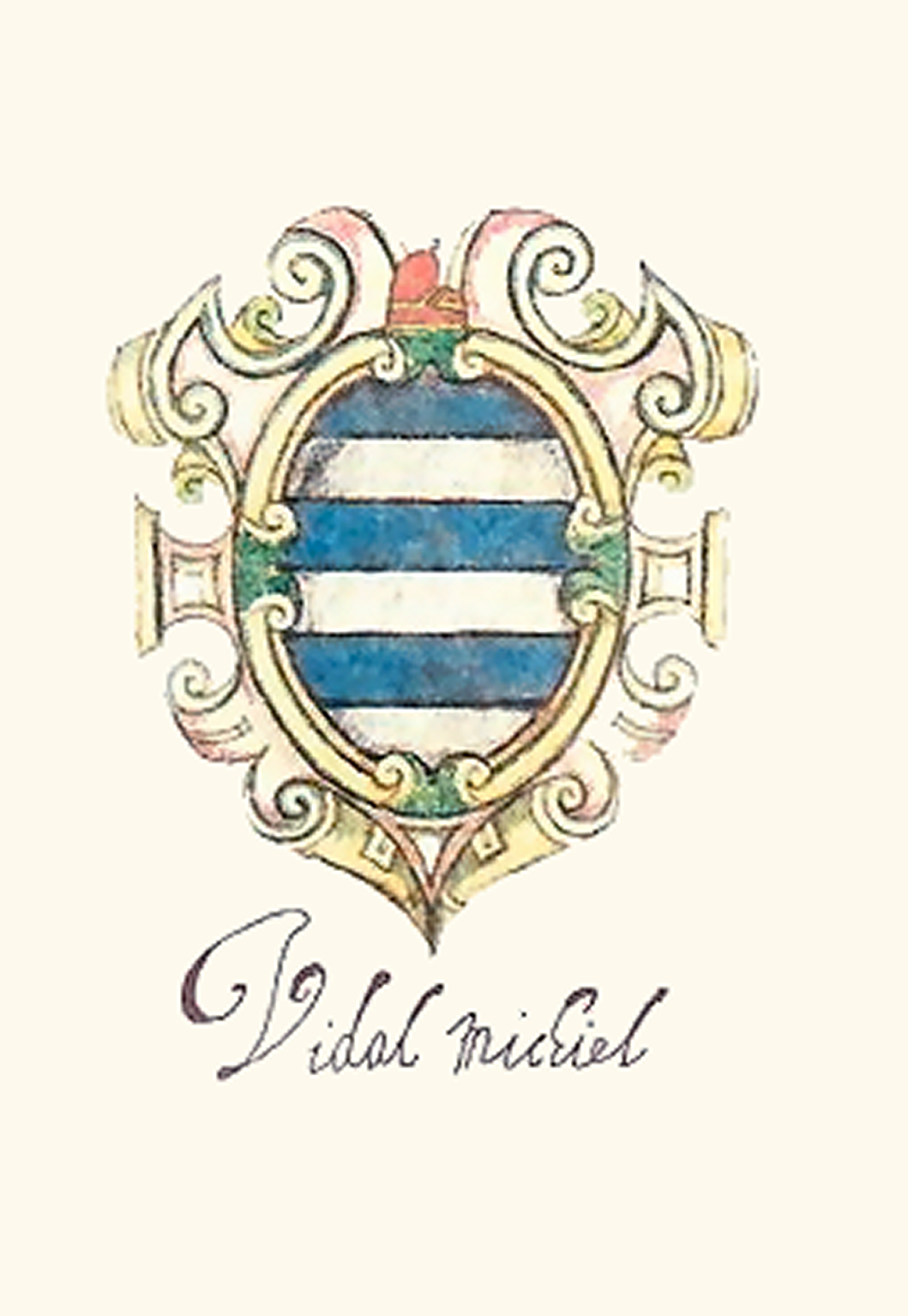
Wapenschild

Vitale I Michiel of Vidal I Michele was de 33e doge van Venetië. Hij bestuurde de stadstaat van 1096 tot 1102, jaar van zijn overlijden in Venetië. Over zijn geboortedatum is niets bekend. Hij was de eerste uit zijn familie die doge werd. Hij was gehuwd met de invloedrijke Felicia Cornaro.

## Eerste Kruistocht
Doge Vitale I Michiel bracht Venetië pas laat binnen in de Eerste Kruistocht. Dit was pas in 1099. Godfried van Bouillon en talrijke edelen, geholpen door de zeemachten Pisa en Genua, waren reeds in 1096 uit Zuid-Italië vertrokken en hadden Byzantium bereikt. Volgens de overlevering overhaalde Felicia haar man, de doge, tot deelname aan de kruistocht; de smeekbeden van de Byzantijnse keizer Alexios I Komnenos voor hulp raakten haar. Het is duidelijk dat economische motieven meespeelden bij de Venetiaanse deelname aan de kruistocht. Dat concurrerende zeemachten zoals Pisa en Genua handelsroutes in de Middellandse Zee installeerden (1099) was het echte motief voor deelname. In de zomer van 1099 voer de Venetiaanse vloot uit onder leiding van hun zoon Giovanni en van de bisschop van Castello, Enrico Contarini. In Rhodos brak een gevecht uit met de vloot van Pisa. De aanleiding was, volgens de verhalen, een dispuut wie relieken van Sint-Nikolaas mocht bezitten. Schepen van Pisa werden vernield. Vervolgens plunderden de Venetianen de handelsstad Smyrna, vandaag Izmir. Het was reeds na de winter van 1099-1100 dat de Venetianen het Heilig Land bereikten. Godfried van Bouillon had Jeruzalem reeds veroverd. De Venetianen drongen zich op als de enige leverancier van de kruisvaarders en eisten handelsmonopolies in de oostelijke Middellandse Zee.
De Venetianen richtten handelskolonies op aan de Syrische kuststreek en brachten naar verluidt vanuit Myra, alle beenderen van Nicolaas van Myra mee. Het doel was van Venetië een pelgrimsoord te maken.

## Toscane
Door toedoen van zijn vrouw Felicia steunde doge Vitale I Michiel de expansiepolitiek van de machtige Mathilde van Toscane. In ruil kreeg Venetië gunstige handelsvoorwaarden met Toscane.